# Constructor
Constructor è un videogioco sviluppato da System 3 e pubblicato nel 1997 da Acclaim Entertainment per MS-DOS. Simula la gestione di un'impresa edile, ma con elementi da gioco strategico compreso l'attacco ai beni avversari, con visuale isometrica e in tempo reale. Convertito per console PlayStation, il gioco è stato distribuito su GOG.com per Microsoft Windows, macOS e Linux.